# ژیم
ژیم (به چکی: Žim) یک منطقهٔ مسکونی در جمهوری چک است که در شهرستان تپلیتسه واقع شده‌است. ژیم ۵٫۷۲ کیلومتر مربع مساحت و ۱۲۶ نفر جمعیت دارد و ۳۲۲ متر بالاتر از سطح دریا واقع شده‌است.